# Holopogon auribarbis
Holopogon auribarbis là một loài ruồi trong họ Asilidae. Holopogon auribarbis được Meigen miêu tả năm 1820. Loài này phân bố ở vùng Cổ Bắc giới.